# غران تورزمو 2
غران توريزمو 2 (بالإنجليزية: Gran Turismo 2) (تختصر:GT2) ، أنتجت اللعبة شركة بوليفوني ديجيتال سنة 1999م، وتعمل لنظام بلاي ستيشن ، وتوفر للعب الفردي واللعب الجماعي.

## إضافات
تزيد على المراحل وتطوير السيارات وتنوعها بكثرة مثل سيارات فورد وديهاتسو وإيسوزو وغيرها .

## وصلات خارجية
- غران تورزمو 2 على موقع IMDb (الإنجليزية)

- Gran Turismo الصفحة الرسمية لسلسلة غران تورزمو
- Gran Turismo 2 microsite